# Stefan Schmitt (Politiker)
Stefan Schmitt (* 19. September 1963 in Berlin; † 14. April 2010) war ein deutscher Jurist und Hamburger Politiker (SPD).

## Leben
Stefan Schmitt studierte Rechtswissenschaften und arbeitete seit 1991 als Rechtsanwalt in der Kanzlei Wied, Schmitt und Partner. 1991 erhielt er als Rechtsanwalt seine Zulassung vor dem Hamburger Landgericht und seit 1996 vor dem Hanseatischen Oberlandesgericht. Seine Arbeitsschwerpunkte waren das Arbeitsrecht sowie das Mietrecht.
Von 1991 bis 2001 war er Mitglied der Bezirksversammlung Harburg. Im Februar 2008 konnte er bei der Bürgerschaftswahl über die Landesliste der SPD in die Hamburgische Bürgerschaft einziehen. Für seine Fraktion wurde er Mitglied im Rechtsausschuss sowie Verfassungs- und Bezirksausschuss. Neben seinem parteipolitischen Engagement war er Mitglied der Arbeiterwohlfahrt und der Gewerkschaft Ver.di.
Stefan Schmitt erkrankte 2009 an Leukämie. Er starb am 14. April 2010.